# Distrito electoral de Balcom
Balcom (en inglés: Balcom Precinct) es un distrito electoral ubicado en el condado de Union en el estado estadounidense de Illinois. En el Censo de 2010 tenía una población de 418 habitantes y una densidad poblacional de 14,28 personas por km².

## Geografía
Balcom se encuentra ubicado en las coordenadas 37°24′38″N 89°11′47″O / 37.41056, -89.19639. Según la Oficina del Censo de los Estados Unidos, Balcom tiene una superficie total de 29.26 km², de la cual 28.92 km² corresponden a tierra firme y (1.16%) 0.34 km² es agua.

## Demografía
Según el censo de 2010, había 418 personas residiendo en Balcom. La densidad de población era de 14,28 hab./km². De los 418 habitantes, Balcom estaba compuesto por el 99.28% blancos, el 0% eran afroamericanos, el 0% eran amerindios, el 0% eran asiáticos, el 0% eran isleños del Pacífico, el 0% eran de otras razas y el 0.72% pertenecían a dos o más razas. Del total de la población el 0.72% eran hispanos o latinos de cualquier raza.